# Erinnerungen eines Soldaten
Erinnerungen eines Soldaten (în română Amintirile unui soldat) este o autobiografie a fostului General-colonel de blindate al celui de-al treilea Reich, Heinz Guderian, publicată în 1950.
Memoriile lui Guderian cuprind dezvoltarea forțelor blindate germane, precum și evenimentele din 1939–1945: campania poloneză, campania din vest, campania din Rusia și relațiile cu Hitler.

## Conținut

### Apariția forțelor blindate germane
În 1922 Guderian a început să servească în Statul Major german, unde i-au fost încredințate forțele motorizate. Prin studierea problemei transportului de trupe cu ajutorul vehiculelor, Guderian a ajuns la concluzia că acestea necesită mijloace eficiente de protecție, identice celor utilizate la unitățile de blindate. În lucrarea sa, Guderian se confruntă cu faptul că o parte a conducerii germane oprise dezvoltarea unităților de tancuri.
În 1929 Guderian a ajuns la concluzia că tancurile trebuie să fie separate de infanterie, susținând creare de divizii blindate.

### Anschluss-ul și anexarea regiunii Sudete
În fruntea celei de-a doua divizii blindate, Guderian a intrat pe teritoriul Austriei. Potrivit lui, populația a salutat cu entuziasm trupele germane. În octombrie 1938 a fost alipită regiunea Sudetă. Guderian i-a simpatizat pe germanii sudeți care au trăit, în cuvintele sale, sub o „opresiune națională”.

### Campania din Polonia
Guderian descrie luptele din septembrie 1939 în timpul campaniei poloneze, menționând cazul în care o divizie de cavalerie poloneză a atacat cu săbiile tancurile germane, suferind pierderi grele. Pe 5 septembrie, Corpul blindat al lui Guderian a fost vizitat pe Hitler, într-o conversație cu acesta, Guderian și-a exprimat dorința de a crește producția de tancuri T-III și T-IV, precum și de îmbunătățire a proiectării acestora. El i-a arătat lui Hitler că pierderea relativ scăzută a trupelor germane se datora eficienței ridicate a tancurilor.
La 17 septembrie a fost ocupat orașul Brest. De la est Polonia, a fost invadată de forțele sovietice, cărora printr-un acord le-a fost transferată Cetatea Brest, fapt regretat de Guderian. Ceremonia cedării, a fost marcată de o paradă comună la care a participat și general-colonelul.

### Campania în URSS
Potrivit lui Guderian, el sa opus invadării Uniunii Sovietice. Din spusele sale, Hitler a subestimat puterea militară a inamicului, posibilitatea industriei și forța sistemului de stat. Cu toate acestea, acesta a regretat că la începutul războiului, doar 145 de divizii au fost utilizate pe frontul estic, având în vedere că se 35 de divizii se aflau în vest și 12 în Norvegia – prea multe forțe după opinia sa, iar unele dintre acestea trebuiau trimise în est.
Guderian cataloghează ca fiind „severă” dispunerea anulării aplicării răspunderii penale asupra militarilor, vinovați de uciderea populației civile și  asasinarea prizonierilor de război, precum și un ordin de lichidare obligatorie a evreilor, comuniștilor și lucrătorilor politici ai Armatei Roșii. Guderian menționează că a refuzat efectuarea directivei cu privire la comisarii politici.
Guderian scrie că este un susținător al unui atac timpuriu asupra Moscovei, și nu în direcția Kievului. Pe 23 august, la o întâlnire cu Hitler, Guderian a subliniat argumentele sale: forțele inamice sunt pe punctul de a fi înfrânte; capturarea nodului de transport al Moscovei va complica transferul trupelor rusești; căderea capitalei este un impact extrem de negativ asupra moralului poporului rus; răgazul va permite rușilor să-și consolideze apărarea și să aducă rezerve din Siberia; este posibilă o deteriorare a vremii; atacul asupra Kievului necesită transportare de noi trupe, fapt ce va duce la deteriorarea tehnică a tancurilor. Oricum însă, Hitler a ordonat atacul asupra Kievului, această decizie Guderian o crede mare greșeală.

## Legături externe
- ru Гудериан Г. Воспоминания солдата. — Смоленск: Русич, 1999